# Grzegorz Michniewicz
Grzegorz Michniewicz (ur. 1961, zm. 23 grudnia 2009 w Głoskowie-Letnisku) – polski urzędnik, od 4 stycznia 2008 aż do śmierci dyrektor generalny Kancelarii Prezesa Rady Ministrów Donalda Tuska.

## Życiorys
Ukończył studia na Wydziale Prawa i Administracji Uniwersytetu Warszawskiego oraz Podyplomowe Studia Integracji Europejskiej i Bezpieczeństwa Międzynarodowego w Wojskowej Akademii Technicznej. W 1998 roku zdał egzamin dla kandydatów na członków rad nadzorczych w spółkach Skarbu Państwa. Był autorem publikacji z zakresu ochrony informacji oraz bezpieczeństwa międzynarodowego, m.in. w Magazynie Zarządzających Bezpieczeństwem oraz w portalach tematycznych.
W latach 1989–1998 pracował w Kancelarii Senatu, od 1998 roku był dyrektorem Biura Dyrektora Generalnego Kancelarii Prezesa Rady Ministrów, a w latach 1999–2007 dyrektorem Biura Ochrony, pełnomocnikiem do spraw ochrony informacji niejawnych oraz administratorem danych. W latach 2000–2001 był pełnomocnikiem do spraw ochrony informacji niejawnych w Rządowym Centrum Legislacji. Od 6 czerwca 2008 roku wchodził również w skład Rady Nadzorczej PKN Orlen

### Śmierć
Z ustaleń śledztwa Prokuratury Okręgowej w Warszawie wynika, że Grzegorz Michniewicz zmarł śmiercią samobójczą. Działania prokuratury wzbudziły jednak wątpliwości. Najbliższy przyjaciel Paweł Gutowski, który rozmawiał z nim ostatni, także wskazuje na kilka niewyjaśnionych faktów. Sprawa śmierci Michniewicza została poruszona w książce Leszka Misiaka i Grzegorza Wierzchołowskiego Smoleńsk. Kulisy katastrofy. W książce pt. Cień tajnych służb z 2013 rozdział dotyczący śmierci Grzegorza Michniewicza zawarła Dorota Kania.